# San Andrés de los Gama
San Andrés de los Gama är en ort i kommunen Temascaltepec i delstaten Mexiko i Mexiko.  Samhället hade 1 394 invånare vid folkräkningen 2020.